# Liste des planètes mineures non numérotées découvertes en août 2008
Pour un article plus général, voir Liste des planètes mineures non numérotées découvertes en 2008.
Pour un article plus général, voir Liste des planètes mineures.
Cet article dresse la liste des planètes mineures (astéroïdes, centaures, objets transneptuniens et assimilés) non numérotées découvertes en août 2008 dans l'ordre de leur découverte.
Au 15 janvier 2025, 661 077 des 1 434 993 planètes mineures répertoriées par le Centre des planètes mineures ne sont pas encore numérotées, soit 46,07 %.

## Rappel concernant la désignation provisoire
La désignation provisoire indique l'ordre de découverte de ces objets. En effet, cette désignation est composée de l'année de découverte (par exemple 2008) suivie de la quinzaine (demi-mois) de découverte (p.e. A = 1-15 janvier) puis de l'ordre de découverte dans cette quinzaine. Cet ordre est indiqué par une lettre et éventuellement un chiffre comme suit : A pour la première découverte, B pour la deuxième, ..., Z pour la 25e (le I n'est pas utilisé pour éviter la confusion avec 1), A1 pour la 26e, B1 pour la 27e, etc. , Z1 pour la 50e, A2 pour la 51e, B2 pour la 52e, etc. L'ordre de la numérotation ne suit donc pas l'ordre alphanumérique. 2008 AA1 suit ainsi 2008 AZ et précède 2008 AB1.

## Liste

### Du1erau 15 août 2008
- 2008 PH
- 2008 PE1
- 2008 PF1
- 2008 PQ1
- 2008 PT1
- 2008 PZ1
- 2008 PF2
- 2008 PG2
- 2008 PB3
- 2008 PH3
- 2008 PJ3
- 2008 PK3
- 2008 PL3
- 2008 PM3
- 2008 PD4
- 2008 PP4
- 2008 PQ4
- 2008 PW4
- 2008 PC5
- 2008 PL5
- 2008 PN5
- 2008 PT5
- 2008 PU5
- 2008 PY5
- 2008 PF6
- 2008 PG7
- 2008 PE8
- 2008 PC9
- 2008 PJ9
- 2008 PK9
- 2008 PR9
- 2008 PV10
- 2008 PT11
- 2008 PV11
- 2008 PD12
- 2008 PW12
- 2008 PA13
- 2008 PR13
- 2008 PL14
- 2008 PV14
- 2008 PW14
- 2008 PV15
- 2008 PF16
- 2008 PV16
- 2008 PC17
- 2008 PE17
- 2008 PL17
- 2008 PR17
- 2008 PF18
- 2008 PY18
- 2008 PG19
- 2008 PJ19
- 2008 PB20
- 2008 PC20
- 2008 PF20
- 2008 PX20
- 2008 PA21
- 2008 PR22
- 2008 PS22
- 2008 PT22
- 2008 PD23
- 2008 PG23
- 2008 PK23
- 2008 PM23
- 2008 PN23
- 2008 PO23
- 2008 PP23
- 2008 PQ23
- 2008 PU23
- 2008 PV23
- 2008 PZ23
- 2008 PC24
- 2008 PN24
- 2008 PO24
- 2008 PP24
- 2008 PQ24
- 2008 PR24
- 2008 PU24
- 2008 PV24
- 2008 PY24
- 2008 PZ24
- 2008 PA25
- 2008 PB25
- 2008 PC25
- 2008 PD25
- 2008 PE25
- 2008 PF25
- 2008 PG25
- 2008 PH25

### Du 16 au 31 août 2008
- 2008 QB
- 2008 QC
- 2008 QZ
- 2008 QA1
- 2008 QB1
- 2008 QC1
- 2008 QM2
- 2008 QU2
- 2008 QJ3
- 2008 QU3
- 2008 QO5
- 2008 QP5
- 2008 QH7
- 2008 QL7
- 2008 QD9
- 2008 QS11
- 2008 QT11
- 2008 QU11
- 2008 QV11
- 2008 QW11
- 2008 QB12
- 2008 QJ12
- 2008 QM13
- 2008 QT14
- 2008 QX14
- 2008 QE15
- 2008 QO15
- 2008 QP15
- 2008 QP17
- 2008 QS18
- 2008 QW18
- 2008 QO19
- 2008 QP19
- 2008 QD20
- 2008 QJ20
- 2008 QD21
- 2008 QT24
- 2008 QX24
- 2008 QY24
- 2008 QZ24
- 2008 QM25
- 2008 QP25
- 2008 QJ26
- 2008 QV27
- 2008 QZ27
- 2008 QB30
- 2008 QC30
- 2008 QD31
- 2008 QY31
- 2008 QH33
- 2008 QQ33
- 2008 QB34
- 2008 QK34
- 2008 QP34
- 2008 QT35
- 2008 QQ36
- 2008 QR36
- 2008 QB37
- 2008 QV37
- 2008 QJ38
- 2008 QB39
- 2008 QD39
- 2008 QH39
- 2008 QM40
- 2008 QE41
- 2008 QT41
- 2008 QL42
- 2008 QN42
- 2008 QJ43
- 2008 QP43
- 2008 QU43
- 2008 QM44
- 2008 QZ44
- 2008 QA45
- 2008 QJ45
- 2008 QB46
- 2008 QK46
- 2008 QC47
- 2008 QF48
- 2008 QU48
- 2008 QA49
- 2008 QG49
- 2008 QJ49
- 2008 QK49
- 2008 QL49
- 2008 QM49
- 2008 QN49
- 2008 QS49
- 2008 QT49
- 2008 QV49
- 2008 QW49
- 2008 QY49
- 2008 QA50
- 2008 QE50
- 2008 QF50
- 2008 QG50
- 2008 QL50
- 2008 QM50
- 2008 QN50
- 2008 QO50
- 2008 QQ50
- 2008 QR50
- 2008 QS50
- 2008 QT50
- 2008 QV50
- 2008 QW50
- 2008 QG51
- 2008 QJ51
- 2008 QK51
- 2008 QL51
- 2008 QN51
- 2008 QQ51
- 2008 QR51
- 2008 QS51
- 2008 QV51
- 2008 QX51
- 2008 QY51
- 2008 QA52
- 2008 QB52
- 2008 QC52
- 2008 QD52
- 2008 QE52
- 2008 QF52
- 2008 QH52
- 2008 QJ52
- 2008 QK52
- 2008 QL52
- 2008 QM52
- 2008 QN52
- 2008 QO52
- 2008 QP52
- 2008 QQ52
- 2008 QR52
- 2008 QS52
- 2008 QT52
- 2008 QV52
- 2008 QW52
- 2008 QX52
- 2008 QY52
- 2008 QA53
- 2008 QB53
- 2008 QC53
- 2008 QD53
- 2008 QE53
- 2008 QF53
- 2008 QG53
- 2008 QH53
- 2008 QJ53
- 2008 QK53
- 2008 QL53